# Amnesia: The Dark Descent
『Amnesia: The Dark Descent』（アムネジア: ザ ダーク ディセント、開発中の名称は Lux Tenebras もしくは Unknown）はサバイバルホラーアドベンチャーゲーム。開発はFrictional Games。同社はThe Penumbra seriesを開発したことでも有名。2010年9月9日にリリースされた。日本語化MODを入れることで、日本語でもプレイ可能。また、DLCに『Amnesia: Justine』がある。2013年9月10日に次作にあたる『Amnesia: A Machine for Pigs』が発売され、2020年10月には、The Dark Descentの直接の続編である『Amnesia: Rebirth』が発売された。

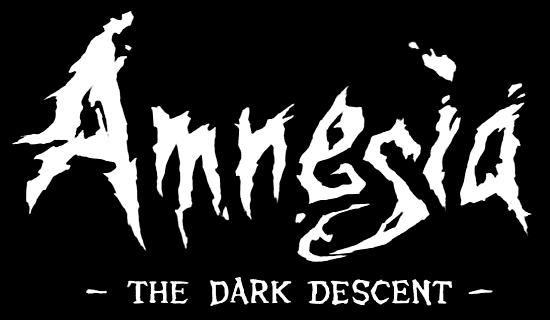

また、2018年10月には新たに『ハードモード』が追加された。
- オートセーブ無効となり、手動でセーブするには火口箱を4つ消費する
- 正気度がゼロになると死亡
- オイルと火口箱の数が減少
- モンスターはより速く、プレイヤーを容易に見つけ、より多くのダメージを与え、長く居座る
- モンスターが近くにいる時の音楽が無い

## 概要
Amnesiaは開発元のこれまでの作品群と同様の、一人称視点の探索型のアドベンチャーゲーム。Penumbraと同様に、このゲーム内ではオブジェクト間の物理的な相互作用がある。これによって、ドアを開けて装置を設置するなどの、物理法則を利用した先進的なパズルが実現されている。
本作において、プレイヤーは武器の所持ができず、ブレネンブルク(Brennenburg)城を徘徊する恐ろしいモンスターに対して無防備な状態で対処しなければならない。そのため、プレイヤーは知恵を使ってうまくモンスターを回避したり、モンスターがプレイヤーに対する興味を失うまで隠れたりしなければならない。影の中に隠れることも有効な手段である。
健康状態に加えて、プレイヤーには正気度が設定されており、暗闇の中に長く居過ぎる、恐ろしい出来事を目撃する、モンスターを長く見続けるなどの行動によってプレイヤーは徐々に正気を失っていく。正気を失うにつれて幻覚や幻聴が始まり、よりモンスターに発見されやすくなってしまう上、狂気に囚われすぎるとゲームオーバーとなる。
月明りなどの明るい場所に出たり、ランタンを用いたり、火口箱を用いてロウソクや他の照明器具に火を灯すことでプレイヤーは正気度の低下を防ぐことができる。しかし、火口箱の個数は限られており、ランタンもオイルを消費するうえに、一度オイルが切れると使用できなくなってしまう。そのためプレイヤーは、光の中と闇の中、それぞれで過ごす時間のバランスをとることが要求される。目的を達成したり、ストーリーが進行することで正気度は全快する（その際には画面が紫色に光る）。

## ストーリー

### 本編
1839年5月、ケンブリッジ大学のハーバート教授が率いる探検隊の一員だったダニエルは、アルジェリアで古代石の遺物である「オーブ」を発見したが、手に触れた後、オーブの守護者である「影」に追われるようになってしまった。その後ハーバートは死亡した。続編のRebirthでは、ハーバートは遺体として登場する。7月、ブレネンブルク城のアレクサンダーから「君を助けられるだろう」という手紙を受け取り、ブレネンブルク城に行くことにした。その後、自分に関わる周りの人々が次々に影によって殺されてしまい、ダニエルは責任を感じていた。8月3日、ダニエルはブレネンブルク城に到着し、アレクサンダーと彼の奇妙な召使い達に出迎えられた。その後、影は他者の血に惑わされることを利用し、ダニエル自身が何人もの囚人を殺害していく。しかし8月18日、ジマーマン家の殺害を機に、罪の無い人を殺し、アレクサンダーに操られていたことに気付いたダニエルは、アレクサンダーを殺すことを決意し、翌19日に自らAmnesiaという記憶を失う代わりに体が強くなる薬を飲んだ。ゲーム本編はここから始まる。道中のフラッシュバックと自身が記していた日記を読みながら、過去の自分の行動を思い出していく。その後、城の最下層に位置する至聖所に到着したダニエルはアレクサンダーを殺害し、ダニエルはブレネンブルク城から脱出した（結末はマルチエンディングとなる）。
ゲームのストーリーは、少なくとも一部分は短編小説The Outsiderに影響を受けているようである。このことは同小説の著者ハワード・フィリップス・ラヴクラフト（HPL）と彼の著作に対して、ゲームの開発者たちが度々の敬意を表していることからも推測される。Frictional Gamesの開発した全てのタイトルに使用されている、HPLエンジン、HPL2エンジンにも、同著者のイニシャルが冠せられている。

#### エンディング
本編には全部で4つのエンディングがある。
1. アレクサンダーを倒し、ダニエルが城から脱出。
2. アグリッパをポータルに入れる。ダニエルはアグリッパによって助けられる。
3. オーブの間が影によって侵食され、ダニエルが死ぬ。アレクサンダーはポータルで異世界に行く。
4. 怪物によって独房に閉じ込められた後、その場で留まっていると影が追い付き、苦しむ声が聞こえ、ダニエルが死ぬ。

### 『Justine』
主人公は、ジャスティンという女性である。DLCから登場する求婚者という敵に襲われる。
独房で目覚め、蓄音機からは自らが記憶を消す前に録音した音声が聞こえ、脱出のためには3つのパズルを解かなければならないことが分かる。パズルを誤って解くと、生存者が死亡する。自分に人間性が残っているかのテストを実行するためにAmnesiaを飲み、怪物3体、生存者3名がいる地下施設に丸腰で自らを放り込む。エンディングでは、このテストから生還したジャスティンが大成功だと自画自賛している。

## 登場キャラクター

### 本編の登場人物
ダニエル（Daniel）
声 - リチャード・トッピング
本編の主人公。1839年8月にロンドンのメイフェアから来た若い男性。ブレネンブルク城の暗いホールで目覚めるが、その時に覚えていたのは、自分の名前と住んでいる場所、そして自分が｢影｣によって追われているということだけだった。その後、記憶を無くす前のダニエルが自分自身に宛てたメモを読み、アレクサンダーを殺すために敢えて自分が記憶を消したことを知る。道中、突然のフラッシュバックや回想、メモや日記を通して、自分の過去について少しずつ思い出していく。稀に独り言を喋るが、SOMAの主人公のサイモンほどではない。なお、独り言の字幕は設定から付けれる。
サーストン・アロイシウス・ハーバート（Thurston Aloysius Herbert）
声 - エリック・ニューサム
ケンブリッジ大学の考古学教授。ダニエルと共にアルジェリア遠征に行った。
アレクサンダー（Alexander）
声 - サム・ア・モウリー
ダニエルが殺そうとしている年老いた城主。城の最下層の至聖所にいる。監獄ブロックで「彼は無事かね？」「彼が逃げただと？」と言っているのはダニエルに対してでなく、グラントやブルートに対して言っている。彼とは、ダニエルのことである。ダニエルが雨のホールから脱出していることを知った。その後はリアルタイムでダニエルに話しかけるようになる。その後、制御室においてダニエルが異世界計画を妨害しようとしていることを知った。
ハインリヒ・コルネリウス・アグリッパ（Heinrich Cornelius Agrippa von Nettesheim）
声 - ビル・コーケリー
身廊でダニエルが発見した。ダニエルが開閉機を引いた直後、状況を話し始める。魂が機械に入れられている。話の中で、聖歌隊席と翼廊にオーブの欠片が合計6つあることをダニエルに教えた。ダニエルに強壮薬を作るように頼み、その後頭部を切り離すように頼んだ。最終的には城の崩壊により、研究室に入りダニエルが強壮薬を作れるようになったため、オーブの間で、開いたポータルに入ることに成功した。その後、ダニエルを助けた。
ヨーハン・ヴァイヤー（Johann Weyer）
アグリッパの弟子であった。
ウィルヘルム・フォン・ゲーリッヒ（Wilhelm von Gerich）
声 - ダン・ズーロ

エリーゼ・ジマーマン（Elise Zimmermann）
声 - ラニ・ミネラ
1839年8月18日、ダニエルにより殺された少女。この少女の殺害により、ダニエルがアレクサンダーに操られていたことに気付くことが出来た。
サーヴァント・グラント（Servant Grunt）
序盤から終盤までダニエルを追いかけ回す怪物で、アレクサンダーの指示で動いている。自分自身を引っ掻いたり、泣き言を言ったり、手を口に当てたり、怯えているように周りを見回しているところが見られ、動物の理性は残っていることが分かる。ブルートほどではないが知性はある。終盤、ダニエルが集めたオーブを内陣の奥の台座にはめるのを阻止するため、仲間と一緒にダニエルを攻撃し、独房に閉じ込めたが、最終的には取り逃がしてしまう。その後の消息は不明。(内陣の歯車を壊した際にブルートに殺されると、2回目はグラントが登場する。)
サーヴァント・ブルート（Servant Brute）
モルグ、下水道、聖歌隊をメインにダニエルを追いかけ回す怪物。アレクサンダーの指示で動いている。影の犠牲者であるため、手足は撒き散らされ、頭が中央から二つに断たれ、皮膚は茹でられたかのように剥がれている（手足は固定具で再度固定されている。機械室にあるダニエルの日誌に書かれている)。グラントよりも強く、一撃でダニエルを殺せ、ドアを2回で破壊可能。また、グラントよりも知性が高い。終盤、ダニエルが内陣の歯車を壊した直後に襲いに来るが、取り逃がしてしまう。その後の消息は不明。

### 『Justine』からの登場人物
ジャスティン・フローベル（Justine Florbelle）
声 - エミリー・コーカリー
Justineの主人公。
ムッシュー・フロールベル（Monsieur Florbelle）
ジャスティンの父親。
クラリス（Clarice）
声 - ラニ・ミネラ
ジャスティンの幼なじみで、幼い頃はいつも一緒に遊んでいた。現在はジャスティンのメイドである。
ビクター・フルニエ（Victor Fournier）
声 - ジョン・セント・ジョン
精神科医。ジャスティンにより捕らえられている生存者の1人。
ヘクター・デイビッド（Hector David）
声 - エリック・ニューサム
デイビッド神父はフランスの司祭であった。ジャスティンにより捕らえられている生存者の1人。
フェリックス・マロット（Felix Marot）
声 - マーク・ビアジ
国家安全保障局の警部であった。ジャスティンにより捕らえられている生存者の1人。
アロイス・ラシーン（Aloïs Racine）
声 - スコッティ・キャンベル
ジャスティンの恋人の1人。ジャスティンにより改造され、敵として襲ってくる。
バジル・ジルー（Basile Giroux）
声 - ジョン・セント・ジョン
ジャスティンの恋人の1人。ジャスティンにより改造され、敵として襲ってくる。
マロ・デ・ヴィニー（Malo de Vigny）
声 - ジェフ・ブキャナン
ジャスティンの恋人の1人。ジャスティンにより改造され、敵として襲ってくる。

## 舞台・用語
ブレネンブルク城
東プロイセンにある古城。火災の後、16世紀後半にアレクサンダーにより再建された。
アルトシュタット
ブレネンブルク城の近くにある村。
オーブ
古代石の遺物。
影
オーブの守護者。ゲーム中で頻繁に遭遇する赤い有機的組織。

## カスタムストーリー
Amnesiaではカスタムストーリーを作成することができる。ゲームロジックのための様々なツールが、スクリプト言語AngelScriptを使うことで利用できる。
『Fleeing Brennenburg』というカスタムストーリーは、本編のアレクサンダーを倒して城から脱出するダニエルが主人公のため、本編と同じ部屋が多いが、影により崩壊された城を見ることが出来る。

## MOD作品
『Amnesia: White Night』という作品はストーリーなどが充実していて、好評価である。
また、Penumbraシリーズの続編としての『Penumbra: Necrologue』というMODも作られた。

## 開発
このゲームの開発は、Penumbra: Requiem がまだ開発中であるときに始まった。制作会社は両方のプロジェクトを同時に進めた。二つの開発中のタイトルはUnknownと Lux Tenebrasと呼ばれていた。2009年の11月13日に、現在のタイトルであるAmnesiaが、ウェブサイトとゲームトレイラーで発表された。2010年2月5日に全てのプラットフォームにおいての開発がアルファ段階に到達したと発表された。その2週間後に、実際のプレイムービーを含む新たなトレイラーが公開され、さらに先行予約も可能になった。またその時点で3種類全てのプラットフォームにおいてテスト中であり、それらはすべて2010年8月に同時発売されるということが明らかになった。このスケジュールは後に延期されて、2010年9月8日発売となった。2010年8月27日には、ゲームがリリース可能なバージョンに到達したことが発表された。9月3日、サポートされる三つのプラットフォームにおいて、ゲームの一部をプレイ可能なデモ版がリリースされた。正式版は2010年9月8日に無事に発売された。
もしも先行予約が2010年5月31日に2000本に到達した場合、Frictional Gamesは新たなゲームコンテンツを追加すると約束した。5月31日までの先行予約に割り引き価格が適用された後、上記の目標は5月の初旬に達成された。このディスカウントはHumble Indie Bundleの一部として成功するためのものだった。追加コンテンツは解説で、ValveがHalf-Life 2 seriesで始めたcommentary systemと同様の機能を持ったコメントセクションに叙述されている。

## 評価
Amnesia:The Dark Descentは全体として高評価を受けており、その不気味な雰囲気とホラー要素に対しては賞賛が送られている。Rock, Paper, Shotgunの John Walkerは「Amnesiaはプレイヤーを怖がらせることに関して、史上最も成功したゲームと言っていいだろう」とまで言っている。しかし、Frictional Gamesはゲームの初期セールスについてはいくらかの不安を見せている。